# 천곡동 (동해시)
천곡동(泉谷洞)은 동해시의 중심지고 여러 공공기관이 모여 있는 시내이다. 동해시가 처음 생겨났을 때부터 개발되었으며 동호동, 발한동, 삼화동, 북삼동이 둘러싸고 있다. 동해시의 중심지답게 각종 공공 기관, 은행, 상점, 주택, 아파트가 밀집되어 있다.

## 법정동
- 천곡동(泉谷洞)

천곡동의 일부며, 동해시청이 있다.
- 평릉동(平陵洞)

천곡동의 북쪽에 있다.

## 공공 기관
천곡동에는 동해시청, 동해소방서, 동해경찰서, 동해도서관, 동해교육청,천곡동 주민센터, 천곡 문화의 집 등의 동해시의 여러 기관이 모여 있다.

## 교육
초등학교는 동해중앙초등학교와 천곡초등학교, 삼육초등학교가 있다. 고등학교는 북평여자고등학교가 있다. 또한 중고등학교는 동해삼육중학교와 동해삼육고등학교가 있다.

## 주거
| 단지명                 | 건설사         | 시행사                            | 주소       | 주소   | 입주        | 비고     |
| ---------------------- | -------------- | --------------------------------- | ---------- | ------ | ----------- | -------- |
| 천곡주공 6단지         | 동신건설       | 대한주택공사                      | 평릉1길 37 | 천곡동 | 2005년 12월 | 국민임대 |
| 천곡 금호어울림 라포레 | 금호산업       | 한국자산신탁㈜                    |            | 천곡동 | 2020년 4월  |          |
| 동해 이안 센트럴       | 대우산업개발   | 동해중앙아파트 재건축정비사업조합 | 천곡로 5   | 천곡동 | 2021년 11월 |          |
| 동해 센트로빌          | 한석종합건설㈜ | 진양건설㈜                        | 한섬로 73  | 천곡동 | 2003년 9월  |          |
| 동해 푸르지오          | 대우건설       |                                   | 평릉1길 39 | 평릉동 | 2006년 7월  |          |
| 동해 코아루 디오션     | 금강종합건설㈜ | 한국토지신탁                      | 평원로 100 | 평릉동 | 2014년 7월  |          |

## 편의
- 롯데하이마트 동해점 (천곡동)
- 동해시외버스터미널 (평릉동)

## 관광
대표적인 것으로 천곡동굴이 있으며, 한섬과 감추사도 유명하다. 기타 여러 소규모 공원들이 있다. 천곡동굴은 고생대 초기에 형성된 조선 누층군 풍촌 석회암층에 발달하는 석회암 동굴이며 주변에 카르스트 지형이 발달한다.

## 참고 문헌
- 동해시사